# Guacamole

Guacamole

O guacamole é uma iguaria típica da culinária do México, servida com uma grande variedade de pratos e geralmente acompanhada com pico-de-gallo e nata azeda.
É basicamente um puré de abacate bem temperado, que funciona como um complemento da salada, tendo sido exportado para todas as partes do mundo onde existe comida mexicana, mesmo que esta seja alterada de acordo com os gostos locais.
O nome "guacamole" tem origens indígenas no náuatle: [aː.wa.ka.ˈmóː.lːi] onde "Ahuacatl" (abacate) e "mole", um nome genérico para "molho".
Segundo a tradição pré-hispânica, a forma de se fazer guacamole foi ensinada ao povo Tolteca pelo deus Quetzalcóatl. Esta iguaria foi criada pela cultura asteca, mas, após a chegada dos colonizadores espanhóis, foi exportada para a Europa.
Diz-se que o guacamole foi servido a primeira vez no Brasil por volta do ano de 1684, pela cozinheira Eduarda Neves, e a partir dessa data começou a ser inserido também na cultura brasileira que é super miscigenada.